# Kanadsko arktičko otočje
Kanadsko arktičko otočje (engleski: Canadian Arctic Archipelago), je naziv za skupinu od 36 563 kanadskih otoka smještenih na krajnjem sjeveru, u Arktičkom oceanu unutar Arktičkog kruga.

## Kanadsko arktičko otočje
Kanadsko arktičko otočje ima površinu od 1 424 500 km²,koja je administrativno podjeljena između dvije Kanadske pokrajina Nunavut (kome pripada najveći dio) i Sjeverozapadni teritoriji.
Otočje se proteže u dužinu nekih 2 400 km, od Beaufortova mora na zapadu do Grenlanda na istoku, i oko 1 900 km od kanadskog kopna na jugu do najsjevernije točke na otoku Ellesmere Rta Columbia. Otoci su međusobno i od kopna, razdvojeni nizom tjesnaca koji su poznati kao Sjeverozapadni prolaz. Jugoistočni otoci otočja geološki pripadaju Kanadskom štitu.
Čitav teritorij karakterizira Arktička nizina na jugu i Innuitske planine na sjeveru, to je najveća arktička kopnena masa na svijetu nakon Grenlanda. Klima po otočju je polarna, nema šuma već je teren u nizini uz more pokriven tundrom. Većina otoka je nenaseljena, a oni koji jesu uglavnom leže na jugu. 

### Popis otoka većih od 10 000km²
| Ime             | Lokacija* | Površina    | Pozicija | Pozicija | Stanovništvo (2021) |
| Ime             | Lokacija* | Površina    | Svijet   | Kanada   | Stanovništvo (2021) |
| --------------- | --------- | ----------- | -------- | -------- | ------------------- |
| Baffinov otok   | NU        | 507 451 km² | 5        | 1        | 13 039              |
| Victoria        | ST, NU    | 217 291 km² | 9        | 2        | 2 168               |
| Ellesmere       | NU        | 196 236 km² | 10       | 3        | 144                 |
| Banks           | ST        | 70 028 km²  | 24       | 5        | 104                 |
| Devon           | NU        | 55 247 km²  | 27       | 6        | 0                   |
| Axel Heiberg    | NU        | 43 178 km²  | 32       | 7        | 0                   |
| Melville        | ST, NU    | 42 149 km²  | 33       | 8        | 0                   |
| Southampton     | NU        | 41 214 km²  | 34       | 9        | 1 038               |
| Princ od Walesa | NU        | 33 339 km²  | 40       | 10       | 0                   |
| Somerset        | NU        | 24 786 km²  | 46       | 12       | 0                   |
| Bathurst        | NU        | 16 042 km²  | 54       | 13       | 0                   |
| Princ Patrick   | ST        | 15 848 km²  | 55       | 14       | 0                   |
| Kralj William   | NU        | 13 111 km²  | 61       | 15       | 1 349               |
| Ellef Ringnes   | NU        | 11 295 km²  | 69       | 16       | 0                   |
| Bylot           | NU        | 11 067 km²  | 72       | 17       | 0                   |

* ST = Sjeverozapadni teritoriji, NU = Nunavut

## Vanjske poveznice
- Arctic Archipelago na portalu Encyclopædia Britannica (engl.)